# وزارة حماية البيئة والموارد الطبيعية (أوكرانيا)
وزارة حماية البيئة والموارد الطبيعية في أوكرانيا (بالأوكرانية: Міністерство захисту довкілля та природних ресурсів)‏ هي الوزارة الرئيسية في الحكومة الأوكرانيا المسؤولة عن المراقبة البيئية والتنمية في البلاد. تأسست كوزارة حكومية في عام 1991 أثناء تفكك الاتحاد السوفيتي.